# Добравица (Иг)
Добравица (словен. Dobravica) је насељено место у општини Иг, Средњесловенска регија, Словенија.

## Историја
До територијалне реорганизације у Словенији била је у саставу града Љубљане, односно старе општине Вич–Рудник.

## Становништво
У попису становништва из 2011. године, Добравица је имала 76 становника.
| Број становника према пописима | Број становника према пописима | Број становника према пописима |
| ------------------------------ | ------------------------------ | ------------------------------ |
| 1991                           | 2002                           | 2011                           |
| 104                            | 141                            | 76                             |

Напомена: Године 2007. умањено за део насеља које је припојено насељу Кременица, умањено за део насеља који је спојено са делом насеља Сарско у ново самостално насеље Драга, а умањено за део насеља које је проглашено за ново самостално насеље Подгозд.